# Jean-Joseph Espercieux
 (mars 2018).
Si vous disposez d'ouvrages ou d'articles de référence ou si vous connaissez des sites web de qualité traitant du thème abordé ici, merci de compléter l'article en donnant les références utiles à sa vérifiabilité et en les liant à la section « Notes et références ».
Jean-Joseph Espercieux, né à Marseille le 22 juillet 1757 et mort à Paris le 19 mars 1840, est un sculpteur néo-classique français.

## Biographie
Fils d’un maître charpentier marseillais, Jean-Joseph Espercieux s'établit en 1774 à Paris pour étudier la pratique artistique. À l'Académie royale de peinture et de sculpture, il est l'élève de Jacques-Louis David pour le dessin et de Charles-Antoine Bridan pour la sculpture. Il fréquenta aussi Jean Joseph Foucou, Pierre Julien et Philippe-Laurent Roland. Ardent républicain, il prend part à la Révolution française et adhère au jacobinisme. Par ailleurs, il est nommé président de la Société populaire et républicaine des arts. Espercieux pensait qu’il y avait deux façons de représenter la Révolution : les représentations collectives dans l'espace public et les traits individuels. 
Il expose régulièrement au Salon depuis 1793. Il est choisi pour diverses commandes surtout après 1803 lorsqu'il obtient un atelier au musée des monuments français, hébergé dans l'ancien couvent des Petits Augustins, devenu, après la fermeture du musée en 1816, l'actuelle École des beaux-arts. Il sculpte le buste de Cicéron, une statue de Mirabeau, et en 1810, le bas-relief de La Bataille d'Austerlitz pour l'arc de triomphe du Carrousel, ainsi que les bas-reliefs de la fontaine de la Paix à Paris.
Sous la Restauration, il obtient encore des contrats publics, notamment la monumentale Statue de Sully d'abord érigée à Paris sur le pont de la Concorde en 1828, actuellement visible à Rosny-sur-Seine.

## Œuvres dans les collections publiques

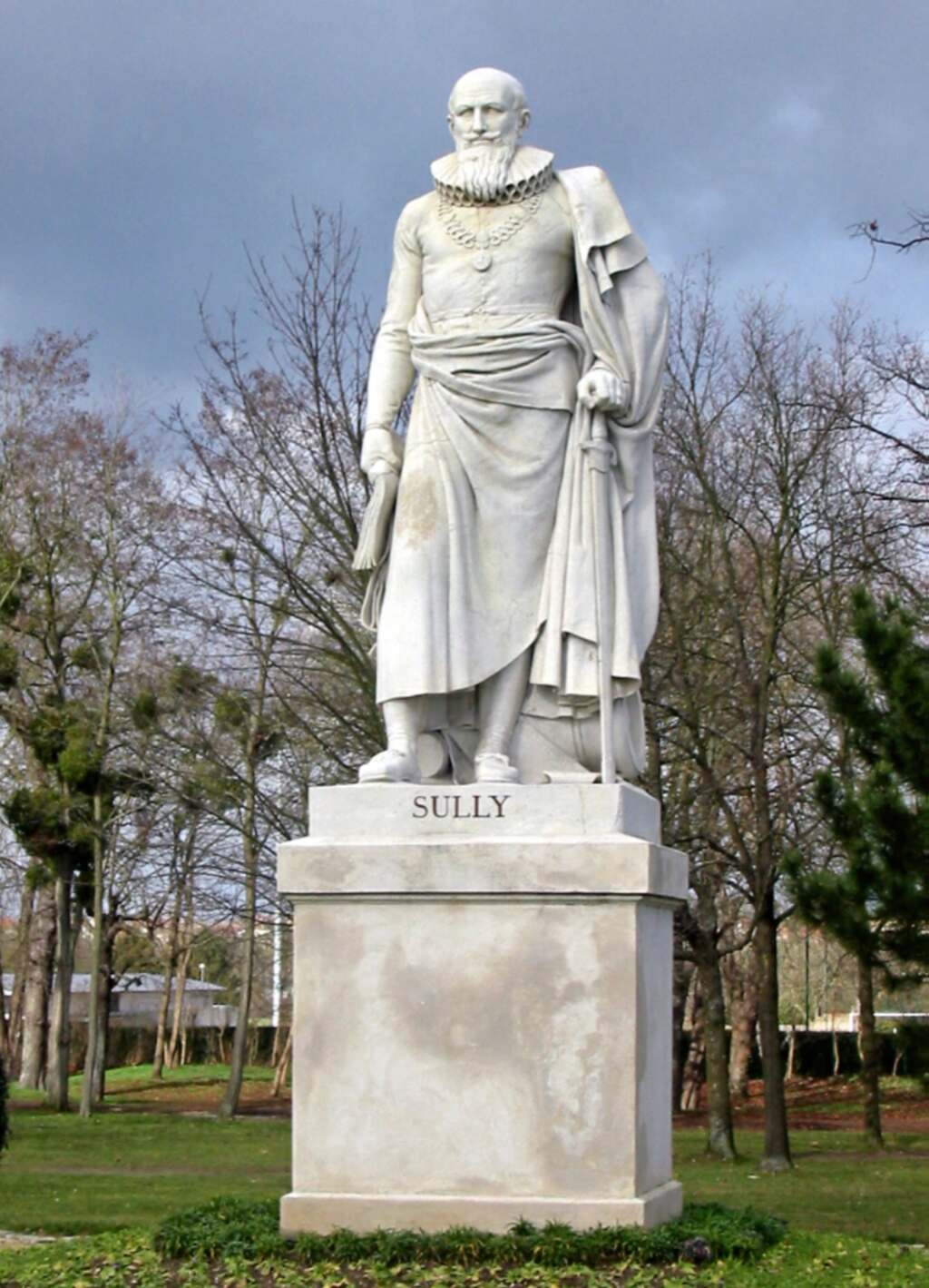
Statue de Sully (1828), Rosny-sur-Seine.

- Avignon, musée Calvet : Femme grecque se disposant à entrer dans le bain, Salon de 1806, statue en marbre.
- Fontainebleau, château de Fontainebleau : Buste de Cicéron, 1803.
- Paris :
  - arc de triomphe du Carrousel : La Bataille d'Austerlitz, 1810, bas-relief en pierre.
  - arc de triomphe de l'Étoile : Attributs des victoires de l'Ouest, bas-relief en pierre du pilier ouest.
  - rue Bonaparte, fontaine de la Paix : La Science ; L'Agriculture ; Le Commerce ; La Paix et les Arts, bas-reliefs en pierre.
- Rosny-sur-Seine : Statue de Sully, marbre, d'une hauteur de 4,30 m, surmontant un piédestal de maçonnerie enduit de ciment d'une hauteur de 2,60 m, de 1,64 m de large à la base et de 1,80 m de profondeur, son poids approchant les 15 tonnes[3]. Elle faisait partie d'une commande en 1827 de Louis XVIII qui voulait honorer douze grands hommes de l’Ancien Régime. L’œuvre est érigée à paris sur le pont de la Concorde devant le palais-Bourbon en 1828. En 1837, le roi Louis-Philippe Ier fait transférer les douze statues au château de Versailles, sur les balustrades de la cour d’honneur, entre les ailes des ministres. Elles y restèrent jusqu'en 1931. Pour des raisons inconnues, après décision de les enlever, la ville de Rosny-sur-Seine — Sully était marquis de Rosny —, accepte de se charger du transfert et de l'érection de la statue à l'entrée de la commune. Elle y est inaugurée le 14 juillet 1931.

Œuvres de Jean-Joseph Espercieux
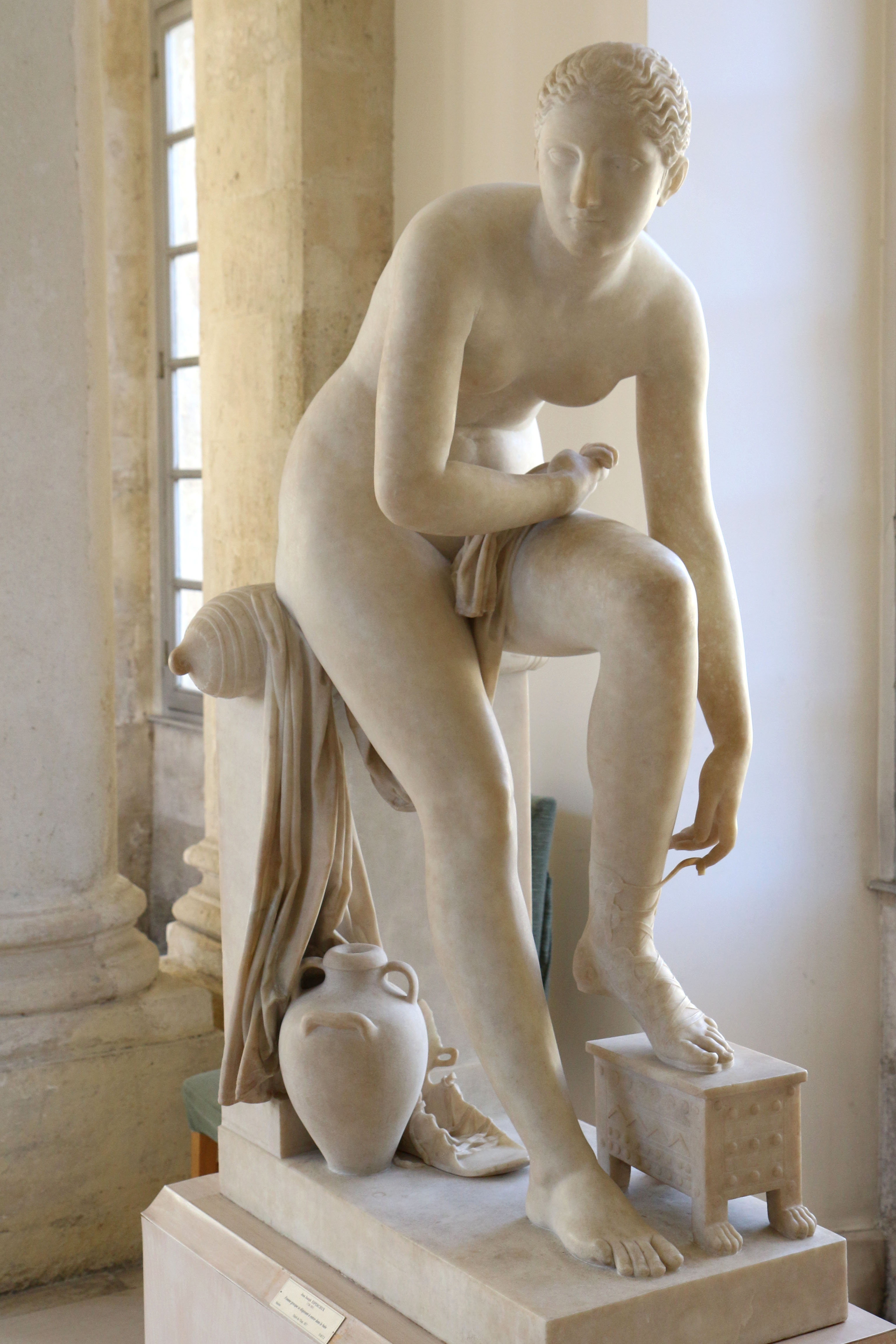
Femme grecque se disposant à entrer dans le bain (1806), Avignon, musée Calvet.
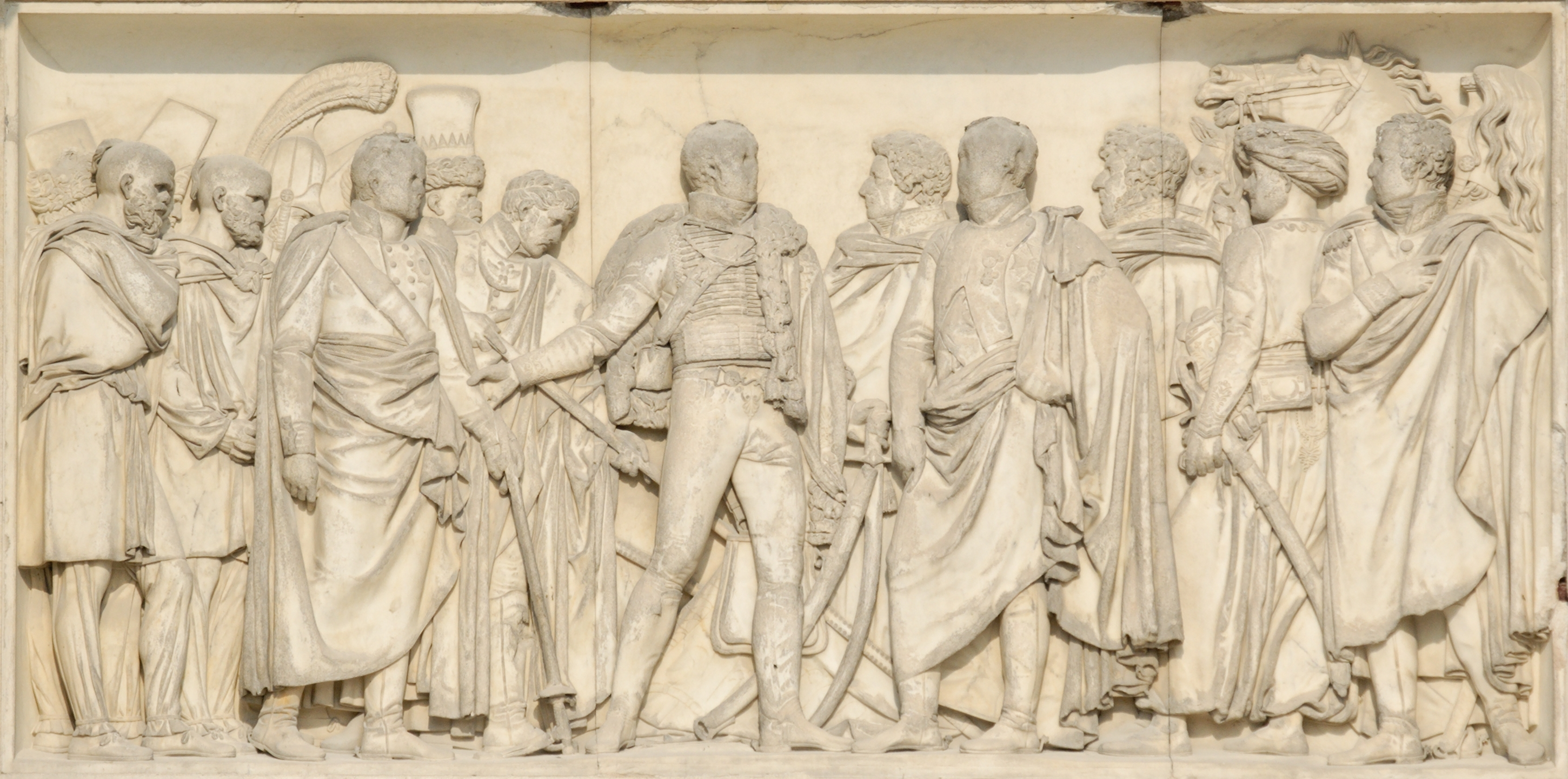
La Bataille d'Austerlitz (1810), Paris, arc de triomphe du Carrousel.
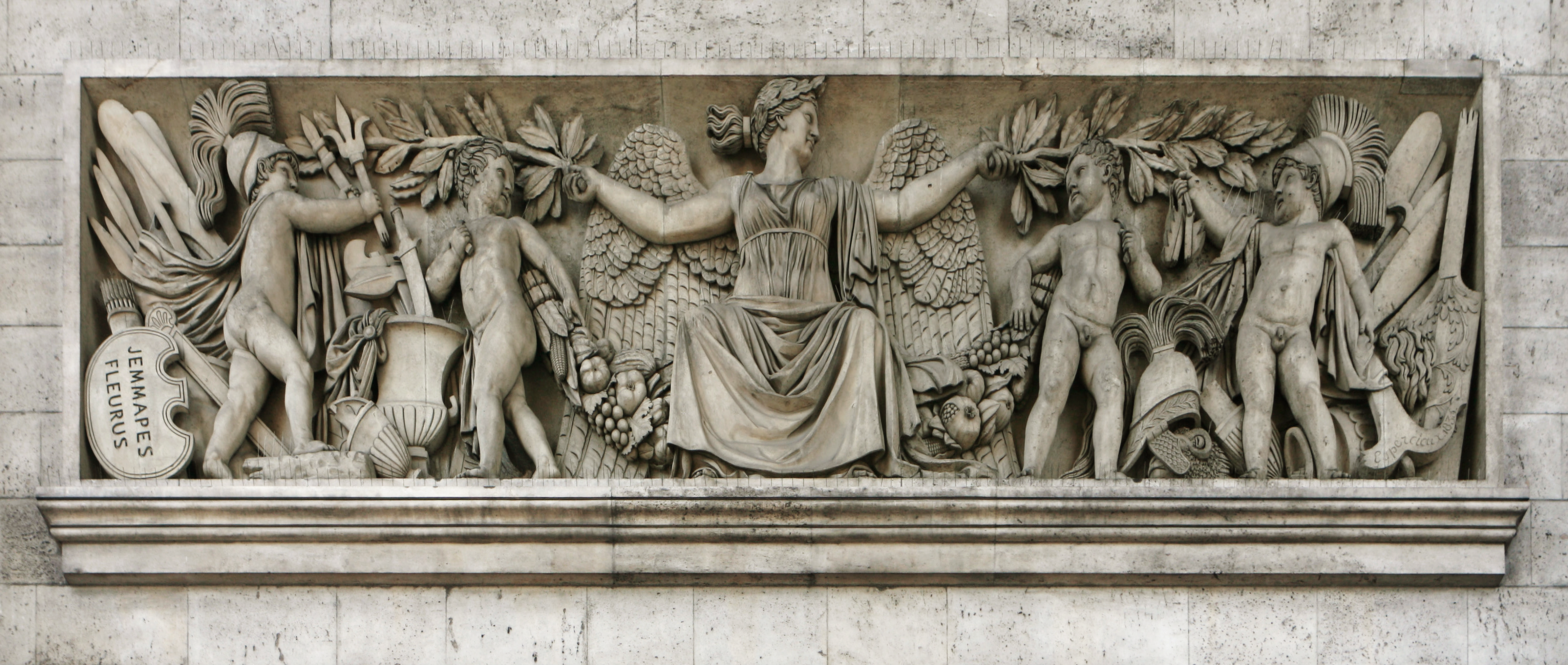
Attributs des victoires de l'Ouest, Paris, arc de triomphe de l'Étoile, gravure d'après Espercieux.
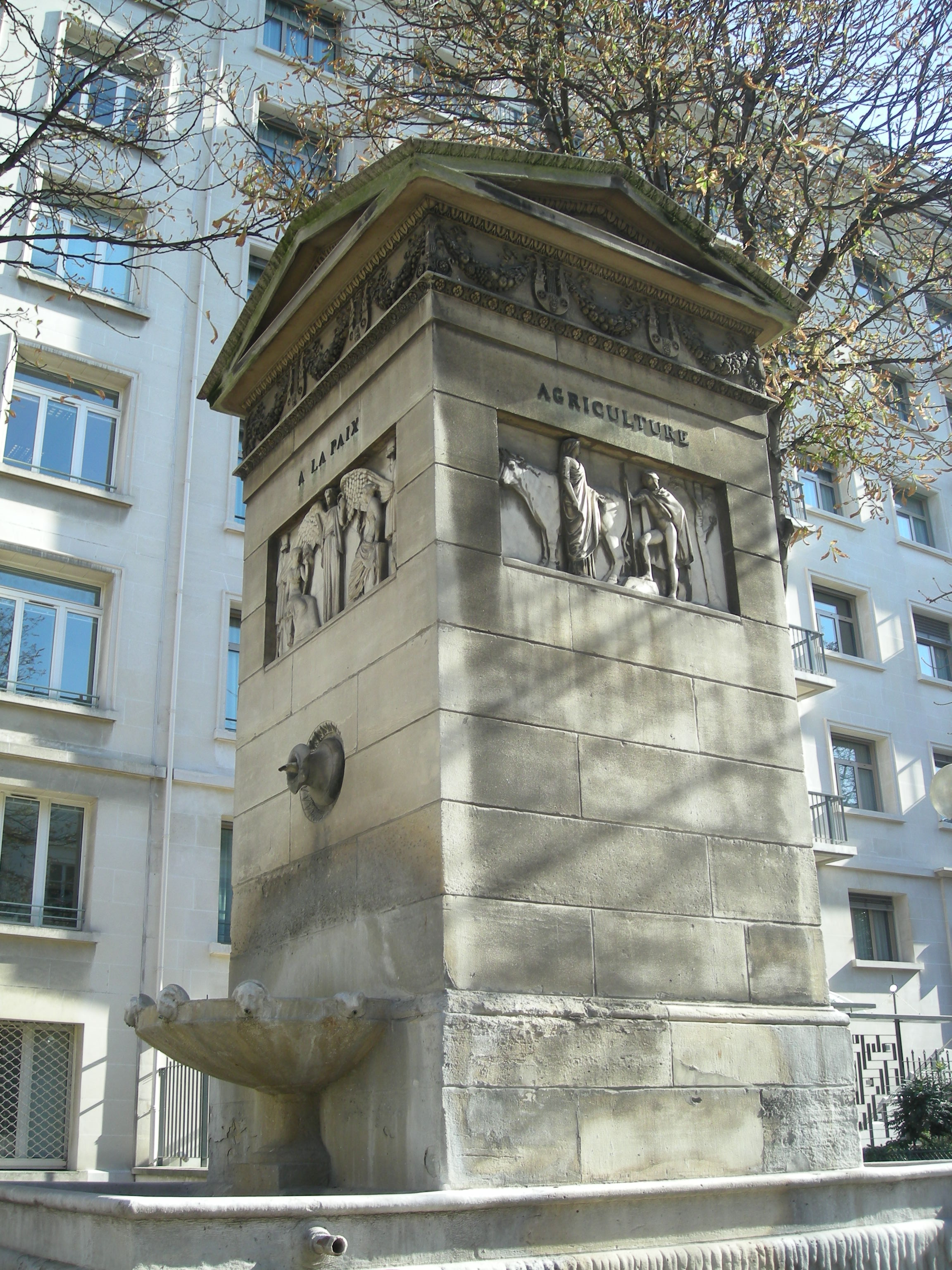
Fontaine de la Paix, bas-reliefs, Paris, rue Bonaparte.